# Bretton James
Bretton James, es un personaje ficticio de la película Wall Street 2: El dinero nunca duerme, donde interpreta el rol de uno de los antagonistas, que al inicio perjudica al protagonista Jake Moore, pero que al final resulta víctima del muy elaborado plan de uno de sus más antiguos enemigos, Gordon Gekko, quien mediante una manipulación hecha sobre Jake Moore, logra no sólo recuperar su fortuna perdida en 1987, tras ser puesto en prisión por malversación de fondos monetarios y violaciones de procedimientos de seguridad, sino que en el proceso arruina a James y lo envuelve a él, en una gigantesca acusación legal que lo lleva a la cárcel, todo ello en venganza.
Bretton James, aparece al inicio de Wall Street 2: El dinero nunca duerme, como el hombre central en las finanzas, en Nueva York. Aclamado por los círculos empresariales y convertido en multimillonario.